# Harvey Milk
Pour les articles homonymes, voir Milk.
Pour l’article homonyme, voir Harvey Milk (film) pour le film à son sujet.
Harvey Bernard Milk, né le 22 mai 1930 à Woodmere dans l'État de New York et mort assassiné le 27 novembre 1978 à San Francisco, est un homme politique et militant américain pour les droits des personnes homosexuelles. Il est le premier élu ouvertement homosexuel de l'histoire de la Californie au Conseil des superviseurs de San Francisco.
Bien qu'il soit l'homme politique le plus pro-LGBT des États-Unis à l'époque, la politique et l'activisme ne sont pas ses premiers intérêts ; il n'était ni ouvert sur sa sexualité ni actif sur le plan civique jusqu'à l'âge de quarante ans, après ses expériences dans le mouvement de contre-culture des années 1960.
En 1972, Milk déménage de New York au Castro, un quartier de San Francisco, dans une période de migration d'hommes homosexuels et bisexuels. Il profite du pouvoir politique et économique croissant du quartier pour promouvoir ses intérêts et se présente trois fois sans succès à un poste politique. Les campagnes théâtrales de Milk lui valent une popularité croissante et, en 1977, il remporte un siège de superviseur municipal. La réorganisation des procédures électorales de San Francisco pour choisir des représentants des quartiers plutôt que par le biais de scrutins à l'échelle de la ville rend possible son élection. Milk reste près de onze mois au pouvoir, au cours desquels il parraine un projet de loi interdisant la discrimination dans l'attribution des logements publics et l'emploi sur la base de l'orientation sexuelle. Les superviseurs adoptent le projet de loi par un vote de 11 à 1, et il est promulgué par le maire de San Francisco George Moscone. Le 27 novembre 1978, Milk et Moscone sont assassinés par Dan White, un ancien superviseur municipal mécontent. Leur meurtrier est condamné à sept ans et huit mois de prison, pour homicide volontaire, et sera finalement libéré après cinq ans de réclusion. Le verdict, considéré comme trop clément, notamment par la communauté gay, provoque les émeutes de la Nuit White (qui ont eu lieu dans la nuit du 21 mai 1979), réprimées par la police de San Francisco.
Malgré sa courte carrière politique, Milk devient une icône à San Francisco et un « martyr » de la communauté gay. Milk reçoit à titre posthume la médaille présidentielle de la Liberté en 2009.

## Biographie

### Enfance et étude

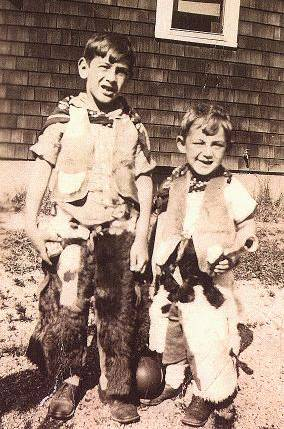
En 1934, Harvey (droite) avec son grand frère Robert.

Harvey Bernard Milk nait le 22 mai 1930 à Woodmere, dans la banlieue de New York sur Long Island,. Il est le fils cadet de Minerva (née Karns) et William Milk. Issu d'une famille juive d'origine lituanienne, il est le petit-fils de Morris Milk, un propriétaire de grand magasin, qui avait aidé à l'édification de la première synagogue de la région.
Surnommé Glimpy, enfant, Harvey est sujet aux railleries pour ses oreilles décollées, son gros nez et ses grands pieds. Il développe une tendance à attirer l'attention en tant que clown de la classe. Durant ses études, Il pratique le football américain et développe une passion pour l'opéra. Un camarade de classe dit de lui : « Il n'a jamais été considéré comme un homosexuel […] », toutefois, à l'adolescence, Milk est conscient de son homosexualité, mais garde cela secret.
Milk finit ses études au lycée de Bay Shore en 1947 et fréquente le New York State College for Teachers à Albany (future université d'État de New York à Albany) de 1947 à 1951, avec une spécialisation en mathématiques. Il écrit également pour le journal de l'université.

### Début de carrière
Diplômé de l'université d'Albany en 1951, il s'engage dans la marine américaine pendant la guerre de Corée. Il sert à bord du navire de sauvetage de sous-marin USS Kittiwake en tant qu'officier de plongée sous-marine. Il est ensuite transféré à la base navale de San Diego pour servir d'instructeur de plongée sous-marine. En 1955, il est démobilisé de la marine au grade de lieutenant. Milk déclarera avoir été victime d'une purge contre les homosexuels dans l'armée, une version contestée,,.
Le début de carrière de Milk est ainsi marqué par de fréquents changements et, des années plus tard, il prend plaisir à parler de sa métamorphose d'un garçon juif de la classe moyenne. Il finit par quitter le Texas pour aller à New York, où il commence à enseigner dans le lycée d'Hewlett, à Long Island. En 1956, il rencontre Joe Campbell, sur la plage du parc Jacob Riis, un lieu prisé des homosexuels du Queens. Milk et Campbell ont une relation passionnelle : même après avoir emménagé ensemble, Milk écrit des notes et des poèmes romantiques pour Campbell. Lassés de leur vie à New York, ils décident de déménager à Dallas, au Texas, mais ils n'y trouvent pas leur bonheur et retournent à New York, où Milk obtient un emploi de statisticien actuariel dans une société d'assurance. Campbell et Milk se séparent après presque six ans, ce qui est la plus longue relation de ce dernier.
Milk essaye de séparer sa première vie amoureuse de sa famille et de son travail. Encore une fois peu heureux et célibataire à New York, il songe à déménager à Miami pour épouser une amie lesbienne pour « avoir une façade [sans] que chacun ne gêne l'autre ». Cependant, il décide de rester à New York, où il vit secrètement des relations homosexuelles. En 1962, Milk se met en couple avec Craig Rodwell, qui a dix ans de moins que lui. Bien que Milk courtise ardemment Rodwell, le réveillant tous les matins avec un appel et lui envoyant des notes, il est mal à l'aise avec l'implication de Rodwell dans la Mattachine Society de New York, une organisation de défense des droits des homosexuels. Rodwell est un jour arrêté pour avoir manifesté dans Riis Park ; accusé d'incitation à une émeute et d'exposition indécente — la loi exigeait que les maillots de bain pour hommes s'étendent du dessus du nombril au dessous de la cuisse —, il passe trois jours en prison. La relation se termine rapidement lorsque Milk s'alarme de la tendance de Rodwell à provoquer la police,.

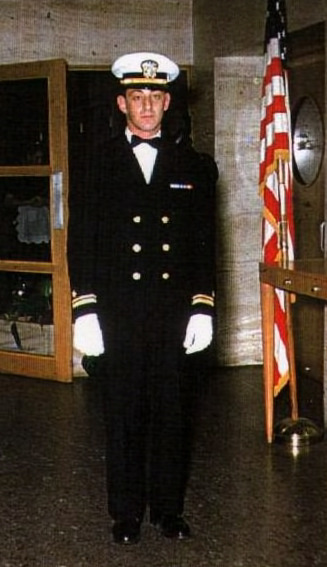
Milk, habillé en uniforme de la marine pour le mariage de son frère en 1954.

Milk cesse brusquement de travailler comme actuaire en assurance et devient chercheur au sein de la société de Wall Street Bache & Co. (en). Il est souvent promu malgré sa tendance à offenser les membres plus âgés du cabinet en ignorant leurs conseils et en affichant son succès. Bien qu'il soit compétent, ses collègues sentent que Milk n'est pas forcément impliqué dans son travail. Il commence une relation amoureuse avec Jack Galen McKinley et le recrute pour travailler sur la campagne présidentielle de 1964 du républicain et conservateur Barry Goldwater. Leur relation est trouble : lorsque McKinley commence sa relation avec Milk à la fin de l'année 1964, il n'a que seize ans. Il est sujet à la dépression et menace parfois de se suicider si Milk ne lui montre pas assez d'attention. Pour faire évoluer McKinley, Milk l'emmène à l'hôpital où l'ancien amant de Milk, Joe Campbell, se remet lui-même d'une tentative de suicide après que son amant, Oliver Sipple, l'a quitté. Milk était resté ami avec Campbell, qui était entré sur la scène artistique d'avant-garde à Greenwich Village, mais Milk ne comprend pas comment le découragement peut pousser au suicide.

### Castro Street
Depuis la fin de la Seconde Guerre mondiale, la ville portuaire californienne de San Francisco abrite un nombre important d'hommes homosexuels qui ont été expulsés de l'armée et ont décidé de rester plutôt que de retourner dans leur ville natale et de faire face à l'ostracisme. En 1969, l'organisme de recherche sexologique américain Institut Kinsey estime que San Francisco compte plus d'homosexuels par habitant que toute autre ville américaine, et lorsque le National Institute of Mental Health demande à l'institut d'étudier la question homosexuelle dans le pays, l'institut choisit San Francisco comme point central de l'étude. Milk et McKinley font partie des milliers d'homosexuels attirés par les perspectives de la métropole. McKinley est régisseur pour Tom O'Horgan, un metteur en scène qui commence sa carrière dans le théâtre expérimental, mais passe rapidement à des productions de Broadway beaucoup plus importantes. Ils arrivent en 1969 avec la compagnie de la tournée de la comédie musicale Hair. McKinley se voit offrir un emploi dans la production new-yorkaise de Jesus Christ Superstar et leur relation tumultueuse prend fin. Toutefois, Milk décide de rester, travaillant dans une société d'investissement. En 1970, de plus en plus frustré par le climat politique après l'invasion américaine du Cambodge, Milk laisse pousser ses cheveux longs. Lorsqu'on lui demande de les couper, il refuse et est licencié.
Milk voyage de Californie au Texas jusqu'à New York, sans emploi ni plan stable. À New York, il s'implique dans la compagnie de théâtre d'O'Horgan en tant qu'assistant polyvalent, signant comme producteur associé pour les pièces de théâtre Lenny et pour Inner City d'Eve Merriam (en). Le temps qu'il passe avec les hippies émousse une grande partie du conservatisme de Milk. Un article contemporain du New York Times sur O'Horgan décrit alors Milk comme « un homme aux yeux tristes, un autre hippie vieillissant aux cheveux longs […], portant des jeans délavés et de jolies perles ». Craig Rodwell lit la description de l'homme autrefois crispé et se demande s'il peut s'agir de la même personne. L'un des amis de Milk à Wall Street s'inquiète du fait qu'il ne semble pas avoir de plan ni d'avenir, mais se souvient de l'attitude de Milk : « Je pense qu'il était plus heureux qu'à aucun moment où je l'avais vu de toute sa vie ».

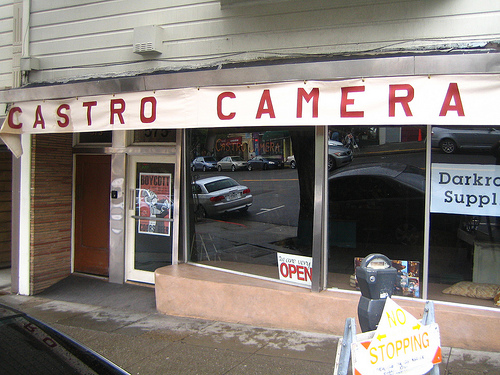
La devanture du magasin de Milk, Castro Camera, recréée en 2008 pour le film Harvey Milk.

Milk rencontre Scott Smith (en), de dix-huit ans son cadet, et commence une relation avec lui. Milk et Smith retournent à San Francisco, où ils vivent avec l'argent qu'ils ont économisé. En mars 1973, après qu'un rouleau de pellicule photographique que Milk dépose dans un magasin local est détruit par erreur, lui et Smith décident d'ouvrir leur propre magasin d'appareils photographiques nommé Castro Camera sur Castro Street avec leurs derniers 1 000 dollars, dans le quartier gay qui deviendra peu à peu connu sous le nom du Castro.

### Engagement en politique
À la fin des années 1960, la Society for Individual Rights (SIR) et les Daughters of Bilitis (DOB) commencent à lutter contre la persécution policière des bars gays et les provocations policières à San Francisco. La sexualité orale est toujours un délit pénal et, en 1970, près de 90 personnes de la ville sont arrêtées pour avoir eu des relations sexuelles dans les parcs publics la nuit. Le maire de San Francisco Joseph Alioto demande à la police de cibler les parcs, espérant que la décision serait appréciée par l'archidiocèse de San Francisco et à ses partisans catholiques. En 1971, 2 800 homosexuels sont arrêtés pour relations sexuelles en public dans la ville. Par comparaison, la ville de New York n'enregistre que 63 arrestations pour la même infraction cette année-là. Toute arrestation pour une accusation de moralité nécessite l'enregistrement du présumé coupable en tant que délinquant sexuel.
Le membre du Congrès des États-Unis Phillip Burton, le membre de l'Assemblée de l'État de Californie Willie Brown et d'autres politiciens californiens reconnaissent le poids politiques croissants des homosexuels dans la ville et courtisent leurs votes en assistant à des réunions d'organisations gaies et lesbiennes. Brown se déclare en faveur de la légalisation des relations sexuelles entre adultes consentants en 1969, mais échoue. Le SIR est également courtisé par la superviseure modérée et populaire Dianne Feinstein dans sa candidature pour devenir maire, s'opposant ainsi à Joseph Alioto. L'ancien policier Richard Hongisto (en) travaille pendant dix ans pour changer les opinions conservatrices du département de police de San Francisco, et fait également appel activement à la communauté gay, qui répond en collectant des fonds importants pour sa campagne pour devenir shérif. Bien que Feinstein échoue, la victoire de Hongisto en 1971 montre l'importance politique de la communauté gay dans la ville.
Le SIR est devenu assez puissant pour influer sur la politique. En 1971, les membres du SIR Jim Foster (en), Rick Stokes et l'éditeur du magazine Advocate David B. Goodstein forment le Alice B. Toklas LGBT Democratic Club (en), connu simplement sous le nom d'« Alice » et nommé en référence à la femme de lettres Alice B. Toklas. Alice se rapproche des politiciens libéraux pour les persuader de parrainer des projets de loi, ce qui s'avère fructueux en 1972 lorsque Del Martin et Phyllis Lyon obtiennent le soutien de Feinstein pour une ordonnance interdisant la discrimination à l'emploi sur la base de l'orientation sexuelle. Alice choisit Stokes pour briguer un siège relativement peu important dans un conseil d'administration communautaire. Bien que Stokes reçoive 45 000 voix, il ne gagne pas. Foster, cependant, acquiert une notoriété nationale en étant le premier homme ouvertement homosexuel à s'adresser à une convention politique. Son discours à la Convention nationale démocrate de 1972 assure que sa voix, selon les hommes politiques de San Francisco, est celle qui doit être entendue lorsqu'ils veulent les opinions — et surtout les votes — de la communauté gay.
Milk s'intéresse davantage aux questions politiques et civiques lorsqu'il est en butte à des problèmes civiques et à des politiques qu'il n'aime pas. Un jour de 1973, un bureaucrate de l'État entre dans le magasin Castro Camera de Milk et l'informe qu'il devait 100 dollars à titre de dépôt contre la taxe de vente de l'État. Milk est incrédule et échange de façon houleuse avec l'homme sur les droits des propriétaires d'entreprise. Après s'être plaint pendant des semaines dans les bureaux de l'État, le dépôt est réduit à 30 dollars. Milk fulmine contre les priorités du gouvernement lorsqu'un enseignant entre dans son magasin pour emprunter un projecteur parce que l'équipement des écoles est hors d'usage. Des amis se souviennent également à peu près au même moment qu'ils ont dû l'empêcher de donner un coup de pied dans sa télévision lorsque le Procureur général des États-Unis John Newton Mitchell donne des réponses fuyantes « Je ne me souviens pas » lors des audiences du scandale du Watergate. Milk décide que le moment est venu de se présenter comme surveillant municipal. Il dit plus tard : « J'ai finalement atteint le point où je savais que je devais m'impliquer ou me taire »,.

### Campagnes politiques

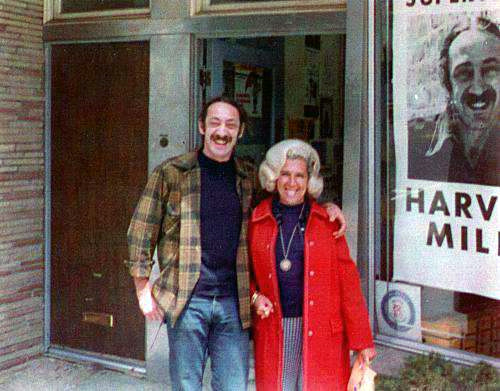
Harvey et sa belle-sœur Audrey Milk en 1973 devant Castro Camera.

Milk reçoit un accueil glacial de la part de l'establishment politique gay de San Francisco. Jim Foster, alors actif dans la politique depuis dix années, n'aime pas que ce nouveau venu demande son approbation pour un poste aussi prestigieux que le superviseur de la ville. Milk est furieux que Foster le snobe pour le poste, et la conversation marque le début d'une relation antagoniste entre l'Alice et Harvey Milk. Certains propriétaires de bars homosexuels, toujours aux prises avec le harcèlement persistant de la police et mécontents de ce qu'ils considèrent comme une approche timide d'Alice envers l'autorité établie dans la ville, décident de soutenir Milk.
Milk trouve sa vocation selon la journaliste Frances FitzGerald qui le qualifie d'« homme politique né ». Au début, son inexpérience est perceptible. Il essaye de se passer d'argent, de soutien ou de personnel, et a plutôt communiqué sur sa saine gestion financière, favorisant les individus plutôt que les grandes entreprises et le gouvernement. Il soutient la réorganisation des élections des superviseurs d'un scrutin à l'échelle de la ville à des scrutins de district, ce qui vise à réduire l'influence de l'argent et à donner aux quartiers plus de contrôle sur leurs représentants au sein du gouvernement municipal. Il gère également une plate-forme culturellement libérale, s'opposant à l'ingérence du gouvernement dans les affaires sexuelles privées et favorisant la légalisation du cannabis. Les discours enflammés et flamboyants de Milk et ses compétences médiatiques avisées lui valent une quantité importante d'articles de presse lors des élections de 1973. Il obtient 16 900 voix arrivant à la 10e place sur 32 candidats. Si les élections avaient été réorganisées pour permettre aux districts d'élire leurs propres superviseurs, il aurait même gagné.

#### «Maire» de Castro Street
Dès le début de sa carrière politique, Milk montre une affinité pour la formation de coalitions. Le syndicat des conducteurs routiers américains Teamsters voulant faire grève contre les distributeurs de bière — Coors en particulier — qui refusent de signer des accords syndicaux, un syndicaliste sollicite l'aide de Milk dans ce combat auprès des bars gays. En retour, Milk demande au syndicat d'embaucher plus de chauffeurs homosexuels. Quelques jours plus tard, Milk sonde les bars gays dans et autour du quartier du Castro, les exhortant à refuser de vendre cette bière. Avec l'aide d'une coalition d'épiciers magrébins et chinois que les Teamsters recrutent également, le boycott est un succès. Milk trouve un fort allié politique dans les syndicats professionnels et c'est à cette époque qu'il commence à se faire appeler « Le maire de Castro Street ». Au fur et à mesure que l'importance de Castro Street grandit, la réputation de Milk augment également. Tom O'Horgan note : « Harvey a passé la majeure partie de sa vie à chercher une scène. Sur Castro Street, il l'a finalement trouvée ».
Les tensions grandissaient entre les citoyens plus âgés de la paroisse du Très Saint Rédempteur et les homosexuels qui intègrent le quartier du Castro. En 1973, deux homosexuels tentent d'ouvrir un magasin d'antiquités, mais l'Eureka Valley Merchants Association (EVMA) essaye de les empêcher d'obtenir une licence commerciale. Milk et quelques autres propriétaires d'entreprises gays fondent alors la Castro Village Association (CVA), avec Milk comme président. Il prône souvent sa philosophie selon laquelle les homosexuels doivent acheter auprès d'entreprises homosexuelles. Milk organise la parade Castro en 1974 pour attirer plus de clients dans la région. Plus de 5 000 personnes y assistent et certains des membres de l'EVMA en sont stupéfaits : ils ont fait plus de chiffres d'affaires lors de cet événement que n'importe quel jour précédent.

#### Candidat sérieux

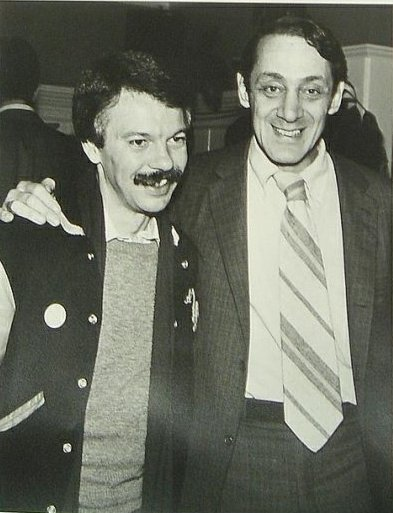
Harvey Milk (droite) avec l'activiste Don Amador dans les années 1970.

Même s'il est un nouveau venu dans le district du Castro, Milk fait preuve de charisme dans la petite communauté. Il commence à être pris au sérieux en tant que candidat et décide de se présenter à nouveau pour le poste de superviseur en 1975. Il reconsidère son approche et coupe ses longs cheveux, jurant de ne plus consommer de cannabis et de ne plus jamais visiter un autre sauna gay. La campagne de Milk obtient le soutien des routiers, des pompiers et des syndicats de la construction. Son magasin Castro Camera devient le centre d'activité du quartier. Milk attire souvent les passants de la rue pour travailler sur ses campagnes.
Milk favorise le soutien aux petites entreprises et la croissance des quartiers. Depuis 1968, le maire Joseph Alioto attire de grandes entreprises dans la ville et se voit même reprocher une « manhattanisation de San Francisco ». Alors que les emplois de « cols bleus » sont remplacés par une industrie de services, la base politique affaiblie d'Alioto permet à de nouveaux dirigeants d'être élus au pouvoir dans la ville. En 1975, le sénateur de l'État George Moscone est ainsi élu maire. Moscone a joué un rôle déterminant dans l'abrogation de la loi anti-sodomie plus tôt cette année-là à la législature de l'État de Californie. Il reconnaît l'influence de Milk dans son élection en visitant son quartier général de campagne la nuit des élections et en remerciant Milk personnellement et en lui offrant un poste de commissaire municipal. Milk arrive à la septième place lors de l'élection, à une position seulement de gagner un siège de superviseur. Les hommes politiques libéraux occupent les postes de maire, de procureur de district et de shérif.
Malgré la nouvelle direction de la ville, il y a encore des bastions conservateurs localement. Dans l'un des premiers actes de Moscone en tant que maire, il nomme un chef de police au département de police de San Francisco (SFPD). Il choisit Charles Gain (en), contre la volonté du SFPD. La plupart des forces de police reprochent à Gain sa critique de la police dans la presse pour leur position raciale et l'abus d'alcool au travail, au lieu de travailler au sein de la structure de commandement pour changer les attitudes. À la demande du maire, Gain indique clairement que les policiers homosexuels seraient les bienvenus dans le département ; une annonce qui a un écho à l'échelle nationale. Des représentants de la police expriment alors leur haine contre lui et contre le maire pour les avoir trahis.

#### Outingd'Oliver Sipple
Le rôle de Milk en tant que représentant de la communauté gay de San Francisco s'élargit au cours de cette période. Le 22 septembre 1975, le président des États-Unis Gerald Ford, alors qu'il visite San Francisco, marche de son hôtel à sa voiture. Dans la foule, Sara Jane Moore sort une arme pour lui tirer dessus. Un ancien Marine qui passe par là lui attrape le bras et le coup de feu manque sa cible avant l'intervention des gardes du corps du président,. Ce courageux spectateur est Oliver Sipple, qui avait quitté l'ancien amant de Milk, Joe Campbell, des années auparavant, provoquant la tentative de suicide de Campbell. Les projecteurs nationaux se braquent immédiatement sur lui. En congé d'invalidité psychiatrique de l'armée, Sipple refuse de se considérer comme un héros et ne veut pas que sa sexualité soit divulguée. Milk, cependant, profite de l'occasion pour illustrer sa théorie selon laquelle la perception publique des homosexuels s'améliorerait s'ils révélaient ce point. Il s'exprime auprès d'un ami : « C'est une trop belle opportunité. Pour une fois, nous pouvons montrer que les homosexuels font des choses héroïques, pas seulement […] d'agresser des enfants et de traîner dans les toilettes ». Milk contacte ainsi un journal.
Quelques jours plus tard, Herb Caen, chroniqueur au San Francisco Chronicle, dénonce publiquement Sipple comme étant gay et ami de Milk. L'annonce est reprise par les journaux nationaux et le nom de Milk est inclus dans de nombreuses histoires. Le magazine Time y nomme Milk comme un « leader » de la communauté gay de San Francisco. Sipple est assailli par des journalistes, tout comme sa famille. Sa mère, une fidèle baptiste de Détroit, refusant désormais de lui parler. Bien qu'il ait été impliqué dans la communauté gay pendant des années, participant à des événements comme la Gay Pride, Sipple poursuit le San Francisco Chronicle pour atteinte à la vie privée. Le président Ford envoie à Sipple une note de remerciement pour lui avoir sauvé la vie. Milk déclare que l'orientation sexuelle de Sipple est la raison pour laquelle il ne reçoit qu'un message, plutôt qu'une invitation à la Maison-Blanche,.

#### Campagne pour l'Assemblée d'État

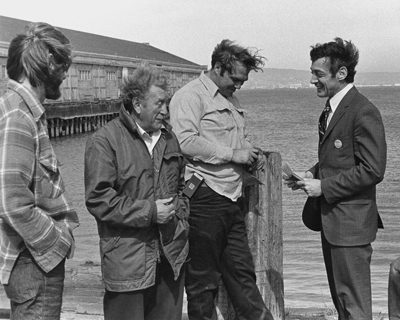
Au moment de la campagne de Milk en 1975, il avait décidé de se couper les cheveux et de porter des costumes. Ici, Milk (à l'extrême droite) fait campagne avec des dockers à San Francisco lors de sa campagne de 1976 pour l'Assemblée de l'État de Californie.

Tenant sa promesse et prenant acte du fort soutien dont bénéficie Milk, le maire nouvellement élu George Moscone le nomme au Comité d'appel des permis en 1976, faisant de lui le premier commissaire municipal ouvertement homosexuel aux États-Unis. Milk envisage alors de briguer un poste à l'Assemblée de l'État de Californie. Son influence dans le quartier pèse lourdement en sa faveur, car une grande partie des votants se trouvent dans les quartiers entourant Castro Street. Dans la campagne précédente pour le poste de superviseur, Milk reçoit plus de voix que le membre de l'assemblée ayant actuellement mandat. Cependant, Moscone passe un accord avec le président de l'assemblée pour qu'un autre candidat se présente, Art Agnos. De plus, par arrêté du maire, les élus actuels ou futurs ne sont pas autorisés à faire campagne dans l'exercice de leurs fonctions.
Milk passe cinq semaines au Conseil d'appel des permis avant que Moscone ne soit contraint de le licencier lorsqu'il annonce qu'il se présente à l'Assemblée de l'État de Californie. Rick Stokes le remplace. Le licenciement de Milk et l'accord passé entre Moscone, le président de l'Assemblée, et Agnos, alimente sa campagne alors qu'il prend l'identité d'un outsider politique. Il fustige les hauts fonctionnaires de la ville et des États qui sont contre lui. Il se plaint que l'establishment politique gay dominant, en particulier l'Alice B. Toklas LGBT Democratic Club (en), l'exclut. Il qualifie aussi Jim Foster et Stokes d'« Oncles Tom » homosexuels, en référence au roman La Case de l'oncle Tom d'Harriet Beecher Stowe. Il loue avec enthousiasme le titre d'un magazine hebdomadaire indépendant local : Harvey Milk vs. The Machine. L'Alice ne fait aucune approbation dans le vote primaire (ni Milk ni Agnos) tandis que d'autres clubs et groupes homosexuels approuvent Agnos ou font une double approbation.
La campagne continue de Milk, menée depuis la devanture de Castro Camera, est toutefois un cas d'école sur la désorganisation. Bien que des personnes se portent volontaires en nombre pour faire des envois de lettres de programme en masse, les notes et les listes de bénévoles de Milk ne sont conservées que sur des papiers brouillons. Chaque fois que la campagne a besoin de fonds, l'argent provient de la caisse enregistreuse du magasin sans aucune considération pour la comptabilité. L'assistante du directeur de campagne est une fille du quartier de seulement onze ans. Milk lui-même est hyperactif et sujet à des accès de colère notables, pour se remettre rapidement avec enthousiasme sur d'autres choses. Beaucoup de ses coups de gueule sont dirigés contre son amant, Scott Smith (en), qui commence à être désillusionné par l'homme qui n'est plus le hippie décontracté dont il est tombé amoureux.
Si le candidat est maniaque, il est aussi dévoué et rempli de bonne humeur, et il a un génie particulier pour attirer l'attention des médias. Il passe de longues heures à inscrire les électeurs et à serrer la main aux arrêts de bus et aux queues des cinémas. Il saisit toutes les occasions qui se présentent pour se promouvoir. Il aime vraiment faire campagne et son succès est alors évident. Avec le grand nombre de bénévoles, il en place des dizaines à la fois le long de l'artère animée de Market Street afin de faire sa promotion, tenant des pancartes du type « Milk pour l'Assemblée » pendant que les travailleurs se rendaient au cœur de la ville pour travailler. Il distribue sa documentation de campagne partout où il le peut, y compris auprès de l'un des groupes politiques les plus influents de la ville, la secte du Temple du Peuple. Milk accepte des volontaires de cette organisation pour travailler sur ses appels téléphoniques. Le 19 février 1978, Milk écrit une lettre au président des États-Unis Jimmy Carter pour prendre la défense du chef religieux Jim Jones en le présentant comme « un homme de la plus haute personnalité »,. La relation de Milk avec le Temple du Peuple est similaire à celle d'autres hommes politiques du nord de la Californie. Selon le San Francisco Examiner, Jones et ses paroissiens sont une « force politique puissante » qui a aidé à faire élire Moscone, le procureur de district Joseph Freitas et le shérif Richard Hongisto. Lorsque Milk apprend que Jones le soutien lui et Art Agnos en 1976, il ne cache pas sa colère en privée tout en revendiquant en public sa sympathie auprès d'eux.
La campagne est serrée et Milk perd par moins de 4 000 voix. À la suite de cette désillusion, Milk, réalisant que l'Alice ne le soutiendrait jamais politiquement, co-fonde le San Francisco Gay Democratic Club (futur Harvey Milk LGBTQ Democratic Club (en)).

### Des forces historiques plus larges
Le mouvement naissant des droits des homosexuels n'a pas encore rencontré d'opposition organisée aux États-Unis jusqu'en 1977 où quelques militants homosexuels de Miami, en Floride, ont pu adopter une ordonnance sur les droits civiques qui rend illégale la discrimination fondée sur l'orientation sexuelle dans le comté de Miami-Dade. Un groupe bien organisé de chrétiens fondamentalistes conservateurs réagit, dirigé par la chanteuse Anita Bryant. Leur campagne est intitulée Save Our Children et Bryant affirme que l'ordonnance enfreint son droit d'enseigner à ses enfants la « moralité biblique ». Bryant et la campagne rassemblent 64 000 signatures pour soumettre la question à un vote à l'échelle du comté. Avec des fonds collectés en partie par la Florida Citrus Commission (FCC) dont Bryant est le porte-parole, ils diffusent des publicités télévisées qui mettent l'accent sur la parade de l'Orange Bowl et non sur la Gay Freedom Day Parade de San Francisco, affirmant que le comté de Miami-Dade serait transformé en un « foyer de l'homosexualité » où « les hommes […] s'ébattent avec les petits garçons »,.

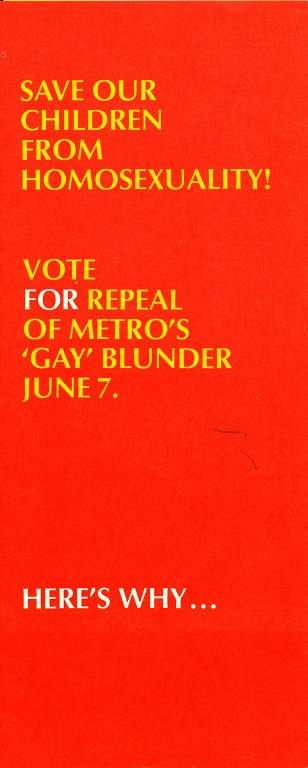
Brochure de 1977 publiée par Save Our Children.

Jim Foster, alors l'organisateur politique le plus puissant de San Francisco, se rend à Miami pour aider les militants homosexuels là-bas à l'approche du jour des élections, et un boycott national du jus d'orange — essentiellement produit en Floride et lié à l'image et aux contrats de Bryant — est organisé. Le message de la campagne Save Our Children eu de l'influence et le résultat est une défaite écrasante pour les militants homosexuels où 70 % votent pour abroger la loi.

#### «Juste de la politique»
Les conservateurs chrétiens sont inspirés par leur victoire et voient une chance pour une nouvelle cause politique. Les militants homosexuels, eux, sont choqués de voir le peu de soutien qu'ils reçoivent. Une manifestation impromptue de plus de 3 000 habitants du Castro se forme la nuit du vote de l'ordonnance du comté de Miami-Dade. Ils sont en colère, scandant « Hors des bars et dans les rues ! », et ravis de leur réponse passionnée et puissante. Le San Francisco Examiner rapporte que la foule fait sortir d'autres personnes des bars le long de Castro Street et Polk Street sous des acclamations « assourdissantes ». Milk conduit les marcheurs cette nuit-là sur un parcours de huit kilomètres à travers la ville, se déplaçant constamment, conscient que s'ils s'arrêtent trop longtemps, une émeute peut se créer. Il déclare : « C'est le pouvoir de la communauté gay. Anita va créer une force gay nationale »,. Les militants ont eu peu de temps pour récupérer, cependant, car le scénario se répète lorsque les ordonnances sur les droits civiques sont annulées par les électeurs de Saint Paul dans le Minnesota, Wichita au Kansas et Eugene dans l'Oregon, tout au long des années 1977 et 1978.
Le sénateur de l'État de Californie, John Briggs, voit une chance dans la campagne des fondamentalistes chrétiens. Il espère être élu gouverneur de Californie en 1978 et est impressionné par la participation électorale qu'il constate à Miami. Lorsque Briggs revient à la capitale de l'État Sacramento, il rédige un projet de loi interdisant aux gais et aux lesbiennes d'enseigner dans les écoles publiques de Californie. Briggs affirme en privé qu'il n'a rien contre les homosexuels, déclarant au journaliste Randy Shilts : « C'est de la politique. Juste de la politique ». Les attaques au hasard contre les homosexuels augmentent dans Castro. Lorsque la réponse de la police est jugée inadéquate, des groupes d'homosexuels patrouillent eux-mêmes dans le quartier, à l'affût des agresseurs. Le 21 juin 1977, un homosexuel nommé Robert Hillsborough meurt des suites de quinze coups de couteau alors que ses agresseurs se rassemblent autour de lui et l'insultent. Le maire Moscone et la mère d'Hillsborough blâment Anita Bryant et John Briggs,. En effet, une semaine avant l'incident, Briggs avait tenu une conférence de presse à l'hôtel de ville de San Francisco où il avait qualifié la ville de « tas d'ordures sexuelles » à cause des homosexuels. Quelques semaines plus tard, 250 000 personnes assistent à la Gay Freedom Day Parade de 1977 à San Francisco, la plus grande participation à un événement de la Gay Pride à ce moment-là.
En novembre 1976, les électeurs de San Francisco décident de réorganiser les élections des superviseurs pour choisir les superviseurs des quartiers au lieu de voter pour eux lors de scrutins à l'échelle de la ville. Harvey Milk se qualifie rapidement comme candidat principal dans le district 5, entourant Castro Street.

#### Dernière campagne
La campagne publique d'Anita Bryant s'opposant à l'homosexualité et aux multiples contestations des ordonnances sur les droits des homosexuels à travers les États-Unis alimente la politique pro-homosexuelle de San Francisco. Dix-sept candidats du district du Castro entrent en course pour le poste de superviseur et plus de la moitié d'entre eux se revendiquent homosexuels. Le New York Times publie un article sur la véritable « invasion » des homosexuels à San Francisco, estimant que la population homosexuelle de la ville se situe entre 100 000 et 200 000 sur un total de 750 000. L'association du village du Castro passe à 90 entreprises et la banque locale, autrefois la plus petite succursale de la ville, est devenue la plus grande et est même obligée de construire une aile pour accueillir ses nouveaux clients. Le biographe de Milk Randy Shilts note que « des forces historiques plus larges » alimentent sa campagne.
L'adversaire principal de Milk est l'avocat Rick Stokes, soutenu par le Alice B. Toklas Memorial Democratic Club. Stokes avait parlé ouvertement de son homosexualité bien avant Milk et avait subi un traitement plus sévère, étant notamment hospitalisé et forcé de subir une thérapie par électrochocs pour le « guérir ». Milk, cependant, est plus expressif sur le rôle des homosexuels et leurs problèmes dans la politique de San Francisco. Stokes est cité en disant : « Je ne suis qu'un homme d'affaires qui se trouve être gay », et exprime l'opinion que toute personne normale pourrait également être homosexuelle. La philosophie populiste contrastée de Milk est relayée au New York Times : « Nous ne voulons pas de libéraux sympathiques, nous voulons que les gays représentent les gays… Je représente les homosexuels de la rue […]. Nous devons rattraper des centaines d'années de persécution. Nous devons donner de l'espoir […]. Ils vont dans les bars parce que les églises sont hostiles. Ils ont besoin d'espoir ! Ils ont besoin d'une part du gâteau ! ».
D'autres causes sont également importantes pour Milk : il promeut des crèches et garderies plus grandes et moins chères, des transports publics gratuits et le développement d'un conseil de civils pour superviser la police. Il parle des problèmes importants du quartier à chaque occasion. Milk utilise les mêmes tactiques de campagne que lors des courses précédentes : des panneaux d'affichage humains, des séries de poignées de main et des dizaines de discours appelant les homosexuels à avoir de l'espoir. Cette fois, même le San Francisco Chronicle l'approuve comme superviseur. Le jour des élections, le 8 novembre 1977, il remporte avec 30 points d'avance l'élection contre les seize autres candidats. Après que sa victoire est devenue évidente, il arrive sur Castro Street à l'arrière de la motocyclette de son directeur de campagne — escorté par le shérif Richard Hongisto (en) — dans ce qu'un journal décrit comme un « accueil tumultueux et émouvant ».
Côté personnel, Milk a depuis peu un nouvel amant, un jeune homme nommé Jack Lira, qui est fréquemment ivre en public, et pour cette raison régulièrement souvent escorté hors des événements politiques par les assistants de Milk. Depuis la course à l'Assemblée de l'État de Californie, Milk reçoit des menaces de mort de plus en plus violentes. Craignant que ses actions ne le désigne comme une cible d'un assassinat, il enregistre sur bande ses pensées et qui il estime capable de le remplacer. Il y précise également : « Si une balle devait entrer dans [ma tête], laissez cette balle détruire chaque porte de placards », en référence aux homosexuels craignant de faire leur coming out (« de sortir du placard »).

### Superviseur
Le serment de Milk comme superviseur fait la une des journaux nationaux, puisqu'il devient le premier homme ouvertement homosexuel non titulaire aux États-Unis à remporter une élection pour une fonction publique,. Milk se compare au pionnier du baseball afro-américain Jackie Robinson et s'est rendu à l'hôtel de ville bras-dessus bras-dessous avec Jack Lira, déclarant « Vous pouvez vous tenir debout et jeter des briques [sur l'hôtel de ville] ou vous pouvez vous en emparer. Eh bien, nous y sommes ». Le district du Castro n'est pas le seul quartier à promouvoir quelqu'un de « nouveau » dans la politique de la ville. Une mère célibataire (Carol Ruth Silver), un sino-américain (Gordon Lau (en)) et une femme afro-américaine (Ella Hill Hutch (en)) prêtent serment avec Milk et sont toutes des premières pour la ville. Dan White, un ancien policier et pompier, est également élu superviseur pour la première fois,.

#### Projets de lois portés et antagonisme de White

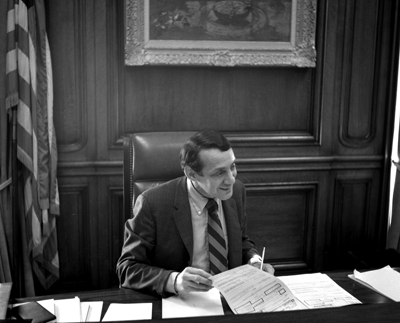
Milk assis au bureau du maire de San Francisco en 1978.

L'énergie de Milk, son affinité pour les farces et son imprévisibilité exaspèrent parfois la présidente du conseil des superviseurs Dianne Feinstein. Lors de sa première rencontre avec le maire Moscone, Milk se surnomme la « reine numéro une » et explique à Moscone qu'il doit désormais passer par Milk au lieu de l'Alice B. Toklas Memorial Democratic Club s'il souhaite les votes homosexuels de la ville, ce qui représente à l'époque un quart de la population électorale de San Francisco. Milk devient également l'allié le plus proche de Moscone au sein du conseil des superviseurs. Les principales cibles de la colère de Milk sont les grandes entreprises et les promoteurs immobiliers. Il fulmine lorsqu'un parking doit remplacer les maisons près du centre-ville et essaye de faire passer une taxe afin que les employés de bureau qui vivent en dehors de la ville et se rendent au travail en voiture aient à payer pour les services municipaux qu'ils utilisent. Milk est souvent disposé à voter contre Feinstein et d'autres membres titulaires du conseil d'administration. Dans une controverse au début de son mandat, Milk convient avec son collègue superviseur Dan White, dont le district est situé à trois kilomètres au sud du Castro, qu'un établissement de santé mentale pour adolescents en difficulté ne devrait pas y être construit. Après que Milk en ait appris davantage sur l'installation, il décide toutefois de changer de vote, assurant la perte de White sur la question alors qu'il s'agissait d'une cause particulièrement importante pour White qui l'a défendue lors de sa campagne. White n'oublie pas ce revers et s'oppose par la suite à toutes les initiatives et à tous les problèmes que Milk soutient.
Milk commence son mandat en parrainant un projet de loi sur les droits civils qui interdit la discrimination fondée sur l'orientation sexuelle. L'ordonnance est qualifiée comme « la plus stricte et la plus globale de la nation » et son adoption démontre « le [poids] politique croissant des homosexuels » selon le New York Times. Seul White vote contre et le maire Moscone la signe avec enthousiasme.
Un autre projet de loi sur lequel Milk se concentre est conçu pour résoudre le problème numéro un selon un récent sondage à l'échelle de la ville : les excréments de chien. Moins d'un mois après avoir prêté serment, il commence à travailler sur une ordonnance de la ville pour obliger les propriétaires de chiens à ramasser les excréments de leurs animaux de compagnie. Son autorisation par le conseil des superviseurs est largement couverte par la télévision et les journaux de San Francisco. Anne Kronenberg (en), la directrice de campagne de Milk, rappelle que Milk étant un « maître dans l'art de déterminer ce qui le [serait couvert] dans le journal », il invite la presse au parc Duboce pour expliquer pourquoi une telle loi est nécessaire, et pendant que les caméras tournent, il marche lui-même dans une crotte de chien, apparemment par erreur. Ses employés notent cependant qu'il était au parc une heure avant la conférence de presse à la recherche du bon endroit pour faire ce jeu d'acteur devant les caméras.
Côte personnel, Milk est fatigué de l'alcoolisme de Lira et envisage de rompre avec lui. Lira appelle quelques semaines plus tard et demande à Milk de rentrer à la maison. Lorsque Milk arrive, il découvre que Lira s'est pendu. Déjà sujet à une grave dépression, Lira avait déjà tenté de se suicider. L'une des notes qu'il laisse pour Milk indique son émoi des campagnes d'Anita Bryant et de John Briggs.

#### Initiative Briggs
John Briggs a été contraint d'abandonner la course pour se faire élire gouverneur de Californie en 1978, mais reçoit un soutien enthousiaste pour la « proposition 6 », surnommée l'Initiative Briggs. La loi proposée, soumis à référendum, veut rendre obligatoire le licenciement des enseignants homosexuels et de tout employé des écoles publiques qui soutiennent les droits des homosexuels. Les messages de Briggs soutenant la proposition 6 sont omniprésents dans toute la Californie et Harvey Milk assiste à chaque événement organisé par Briggs. Milk fait également campagne contre le projet de loi dans tout l'État et jure que même si Briggs gagne la Californie, il ne gagnera pas San Francisco ; la ville étant à contre-courant de l'État sur ce point. Dans leurs nombreux débats, Briggs se plaint de la mauvaise influence des enseignants homosexuels sur les enfants en faisant un lien direct avec la pédophilie. Milk répond par des statistiques compilées par les forces de l'ordre apportant des preuves que les pédophiles s'identifient principalement comme hétérosexuels, et il moque les affirmations de Briggs.
La participation aux marches de la Gay Pride au cours de l'été 1978 à Los Angeles et à San Francisco augmente. On estime que 250 000 à 375 000 personnes assistent à la Gay Freedom Day Parade de San Francisco par exemple et les journaux affirment que ces chiffres élevés sont dus à John Briggs. Les organisateurs demandent aux participants de porter des panneaux indiquant leurs villes natales pour les caméras, pour montrer que les gens viennent de loin pour vivre dans le district du Castro. Milk monte lui-même dans une voiture décapotable portant une pancarte indiquant « Je viens de Woodmere, NY ». Il s'exprime également : « En cet anniversaire [des émeutes de Stonewall], je demande à mes frères et sœurs homosexuels de s'engager à se battre. Pour eux-mêmes, pour leur liberté, pour leur pays… Nous ne gagnerons pas nos droits en restant tranquillement dans nos placards… Nous sortons combattre les mensonges, les mythes, les distorsions. Nous sortons pour dire la vérité sur les gays, car j'en ai marre de la conspiration du silence, alors je vais en parler. Et je veux que tu en parles. Vous devez sortir. Sortez avec vos parents, vos proches ».
Malgré les défaites dans les batailles pour les droits des homosexuels à travers le pays cette année-là, il reste optimiste, affirmant que « Même si les homosexuels perdent dans ces initiatives, les gens sont toujours éduqués. Grâce à Anita Bryant et au comté de Miami-Dade, tout le pays a été éduqué sur l'homosexualité pour plus que jamais. La première étape est toujours l'hostilité, et après cela, vous pouvez vous asseoir et en parler ».
Citant les violations potentielles des droits individuels, l'ancien gouverneur de Californie Ronald Reagan exprime son opposition à la proposition, tout comme le gouverneur Jerry Brown et le président des États-Unis Jimmy Carter, ce dernier à la suite d'un discours qu'il prononce à Sacramento. Le 7 novembre 1978, la proposition perd de plus d'un million de voix et à San Francisco, 75 % votent contre.

### Assassinat
Le 10 novembre 1978, soit dix mois après avoir prêté serment, Dan White démissionne de son poste de superviseur de San Francisco, affirmant que son salaire annuel de 9 600 dollars n'est pas suffisant pour subvenir aux besoins de sa famille,. Il fait en outre face aux difficultés financières de son restaurant et aux critiques concernant son mandat de superviseur. Quelques jours plus tard, changeant d'avis, White demande que sa démission soit annulée et qu'il soit réintégré, ce que le maire George Moscone accepte. Cependant, un examen plus approfondi et l'intervention — voire la pression — d'autres superviseurs dont Milk convainquent Moscone de nommer quelqu'un de plus « conforme » à la diversité ethnique croissante du district représenté par White et aux tendances libérales du Conseil des superviseurs, afin de ne pas entraver les objectifs progressistes du maire et de ses alliés. Ainsi, lorsque White demande le retour de sa lettre de démission, il apprend que sa démission est d'ores et déjà effective.

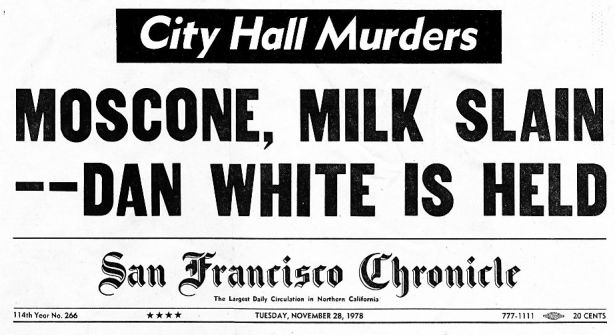
Partie supérieure de la première page du San Francisco Chronicle du 28 novembre 1978, le lendemain du double assassinat de George Moscone et d'Harvey Milk.

Les 18 et 19 novembre, la nouvelle du suicide collectif de 900 membres du Temple du Peuple fait la une des journaux. La secte avait déménagé de San Francisco au Guyana. Lorsque le représentant de la Californie au Congrès Leo Ryan est à Jonestown pour vérifier l'état de la communauté, il est tué par balles sur une piste d'atterrissage alors qu'il tente d'échapper à la situation tendue,. Dan White se plaint alors ouvertement : « Vous voyez ça ? Un jour, je suis à la une et le lendemain, je suis tout de suite [éclipsé des médias] ».

#### Déroulement des faits et hommages
Moscone prévoit d'annoncer le remplacement de White le 27 novembre 1978. Une demi-heure avant la conférence de presse, White évite les portiques de détection de métaux nouvellement installés en entrant dans l'hôtel de ville par une fenêtre du sous-sol et se rend au bureau de Moscone, où des témoins entendent une dispute suivie de coups de feu. White tire sur Moscone dans l'épaule et la poitrine, puis deux fois dans la tête. White s'est ensuite rapidement rendu à son ancien bureau, rechargeant son ancien revolver de service S&W Model 36 avec des balles à pointe creuse plus meurtrières en cours de route, et trouve un prétexte pour demander une entrevue en privé avec Milk avec lequel il s'opposait régulièrement. Dianne Feinstein entend des coups de feu et appelle la police, puis découvre Milk face contre terre, touché à cinq reprises, dont deux dans la tête,. White quitte ensuite la mairie et, dans l'heure suivant le double meurtre, appelle sa femme d'un restaurant voisin. Elle le rencontre par la suite dans une église pour organiser sa reddition à la police.
Peu de temps après, Feinstein annonce à la presse : « Aujourd'hui, San Francisco a vécu une double tragédie de proportions immenses. En tant que présidente du conseil des superviseurs, il est de mon devoir de vous informer que le maire Moscone et le superviseur Harvey Milk ont été tués par balle et que le suspect est le superviseur Dan White ». Milk avait 48 ans et Moscone 49 ans. De nombreuses personnes laissent des fleurs sur les marches de l'hôtel de ville et ce soir-là, 25 000 à 40 000 personnes forment une marche spontanée de Castro Street à l'hôtel de ville. Le lendemain, les corps de Moscone et de Milk sont amenés à la rotonde de l'hôtel de ville où les personnes en deuil peuvent lui rendre hommage. Six mille personnes assistent à un service pour le maire Moscone à la cathédrale Sainte-Marie. Deux commémorations ont lieu pour Milk : une au temple juif Emanu-El et une au San Francisco War Memorial Opera House.

#### «Une ville à l'agonie»

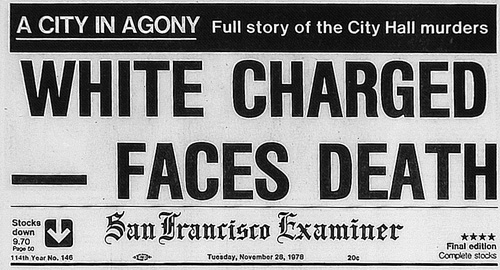
Partie supérieure de la première page du San Francisco Examiner du 28 novembre 1978, annonçant que Dan White est accusé de meurtre au premier degré et passible de la peine de mort..

À la suite du suicide collectif de Jonestown, Moscone avait renforcé la sécurité à l'hôtel de ville de San Francisco. Les survivants de la secte racontent des exercices de préparation au suicide que Jones avait appelés les « Nuits blanches » (White Nights). Les rumeurs sur les meurtres de Moscone et Milk sont alimentées par la coïncidence du nom de Dan White et ces préparatifs. Un procureur de district qualifie la proximité des deux évènements « d'incompréhensibles », mais nie tout lien. Le gouverneur Jerry Brown ordonne que tous les drapeaux de Californie soient mis en berne et qualifie Milk de « superviseur travailleur et dévoué, un chef de file de la communauté gay de San Francisco, qui a tenu sa promesse de représenter tous ses électeurs ». Le président Jimmy Carter exprime son choc face aux deux meurtres et fait part de ses condoléances. Le président de l'Assemblée de l'État de Californie, Leo T. McCarthy, les qualifie lui de « tragédie insensée ». La phrase « Une ville à l'agonie » (A City in Agony) fait la une du San Francisco Examiner le lendemain des meurtres et, à l'intérieur du journal, les histoires des assassinats sous le titre de « Lundi noir » (Black Monday) sont imprimées dos à dos. De plus, l'éditorial décrit « Une ville avec plus de tristesse et de désespoir dans son cœur que n'importe quelle ville devrait avoir à supporter » et poursuit en demandant comment de telles tragédies peuvent se produire, en particulier pour « des hommes d'une telle chaleur et vision [et] de grandes énergies ». Dan White est inculpé de deux chefs de meurtre et est détenu sans caution, tout en étant passible de la peine de mort en raison de l'adoption récente d'une proposition à l'échelle de l'État qui autorise la mort ou la prison à vie pour le meurtre d'un fonctionnaire ou d'un représentant public. Une analyse des mois entourant les meurtres nomme les années 1978 et 1979 « [d']années les plus émotionnellement dévastatrices de l'histoire [fabuleuse] […] de San Francisco ».
White, 32 ans, vétéran de la guerre du Viêt Nam, avait travaillé sur une politique de lutte contre la criminalité dans son district. Des collègues le décrivent comme un bon garçon qui a de la réussite. Il devait d'ailleurs recevoir un prix la semaine suivante pour avoir sauvé une femme et un enfant d'un immeuble en feu lorsqu'il était pompier en 1977. Bien qu'il ait été le seul superviseur à voter contre l'ordonnance sur les droits des homosexuels de Milk plus tôt cette année-là, il avait été cité comme disant : « Je respecte les droits de tous, y compris les homosexuels ». Milk et White s'entendaient bien au début. L'un des assistants politiques de White — qui était gay — s'est souvenu : « Dan avait plus en commun avec Harvey qu'il n'en avait avec n'importe qui d'autre au conseil […] ». White avait voté pour soutenir un centre pour personnes âgées homosexuelles et pour honorer le travail et l'anniversaire des pionnières Del Martin et Phyllis Lyon.
Après le vote de Milk pour la création d'un établissement de santé mentale dans le district de White, cependant, White refuse de parler avec Milk et ne communique qu'avec un seul des assistants de Milk. D'autres connaissances se souviennent de White comme très intense. « Il était impulsif … C'était un homme extrêmement compétitif, de manière obsessionnelle … Je pense qu'il ne pouvait pas supporter la défaite », déclare aux journalistes le chef adjoint des pompiers de San Francisco. Le premier directeur de campagne de White démissionne au milieu de la campagne et déclare à un journaliste que White est un égoïste et qu'il est clair qu'il est anti-gay, bien qu'il le nie dans la presse. Les associés et les partisans de White le décrivent « comme un homme avec un tempérament pugiliste et une capacité impressionnante à nourrir une rancune ». L'assistant qui s'était occupé des communications entre White et Milk se souvient lui : « En lui parlant, j'ai réalisé qu'il considérait Harvey Milk et George Moscone comme représentant tout ce qui n'allait pas dans le monde ».

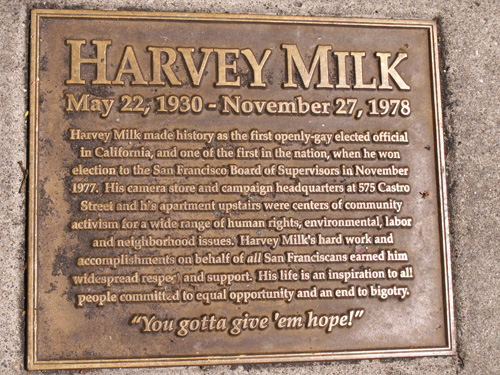
La plaque commémorative de bronze couvrant les cendres de Milk devant le 575 Castro Street. Il y est notamment écrit : Le magasin d'appareils photographiques [d' Harvey Milk] et le siège de la campagne au 575 Castro street et son appartement à l'étage étaient des centres d'activisme communautaire pour un large éventail de problèmes liés aux droits de l'homme, à l'environnement, au travail et au quartier. Le travail acharné d'Harvey Milk et les réalisations de Milk au nom de tous les San Franciscains lui ont valu un respect et un soutien généralisés. Sa vie est une inspiration pour toutes les personnes engagées en faveur de l'égalité des chances et de la fin du sectarisme.

Lorsque les amis de Milk cherchent dans son placard un costume pour son cercueil, ils constatent à quel point il avait été affecté par la récente baisse de ses revenus en tant que superviseur. Tous ses vêtements se détachent et toutes ses chaussettes ont des trous. Ses restes sont incinérés et ses cendres divisées. Ses amis les plus proches dispersent la plupart des cendres dans la baie de San Francisco. D'autres cendres sont encapsulées et enterrées sous le trottoir devant le 575 Castro Street, où se trouvait Castro Camera. Il y a un mémorial pour Milk au columbarium de San Francisco. Harry Britt (en), l'une des quatre personnes que Milk voyait, sur ses bandes enregistrées, comme un remplaçant acceptable s'il était assassiné, est choisi pour occuper ce poste par la maire par intérim de la ville, Dianne Feinstein.

#### Inculpation et procès
L'arrestation et le procès de Dan White fait sensation et illustre les vives tensions entre la population libérale et la police de la ville. La police de San Francisco est principalement composée de descendants irlandais issus de la classe ouvrière qui n'aiment pas du tout l'immigration gay croissante ainsi que la direction libérale du gouvernement de la ville. Après que White se rende et passe aux aveux, lorsqu'il est dans sa cellule, ses anciens collègues des forces de police racontent des blagues sur Harvey Milk. Des policiers portent ouvertement des t-shirts « Free Dan White » dans les jours qui suivent le meurtre. Un sous-shérif de San Francisco déclare plus tard : « Plus j'observais ce qui se passait à la prison, plus je commençais à cesser de voir ce que Dan White faisait comme l'acte d'un individu et commençais à le voir comme un acte politique dans un mouvement politique ». White ne montre aucun remords pour ses actions et ne fait preuve de vulnérabilité que lors d'un appel de huit minutes à sa mère depuis la prison.
Le jury du procès de White est composé de San Franciscains blancs de la classe moyenne, majoritairement catholiques ; les homosexuels et les minorités ethniques ayant été exclus de la liste des jurés. Certains membres du jury pleurent en entendant les aveux enregistrés en larmes de White, à la fin desquels l'interrogateur remercie White pour son honnêteté. L'avocat de la défense de White, Doug Schmidt, fait valoir que son client n'était pas responsable de ses actes en utilisant la défense juridique connue sous le nom de responsabilité diminuée : « Des gens bien […] avec de bons antécédents […] ne tuent tout simplement pas […] de sang-froid ». Schmidt essaye de prouver que l'état mental angoissé et le comportement irrationnel de White étaient le fruit d'une manipulation menées par les hommes politiques de la mairie qui l'avaient constamment déçu, promettant finalement de lui rendre son travail pour le refuser à nouveau. Schmidt déclare que la détérioration mentale et l'état dépressif de White avaient été démontrés et exacerbés par sa frénésie de « malbouffe » la nuit précédant les meurtres, car il avait changé ses habitudes alimentaires alors qu'il était généralement connu être soucieux de sa santé. Les journaux de la région l'ont rapidement surnommé la « défense du Twinkie » en référence avec une gourmandise sucrée populaire aux États-Unis. White est acquitté de l'accusation de meurtre au premier degré (impliquant la préméditation) le 21 mai 1979, mais est reconnu coupable d'homicide volontaire des deux victimes, et il est condamné à sept ans et huit mois de prison. Avec la réduction de peine notamment liée à la bonne conduite, il pouvait donc être libéré dans cinq ans. White pleure en entendant le verdict.

#### Émeutes de la Nuit White

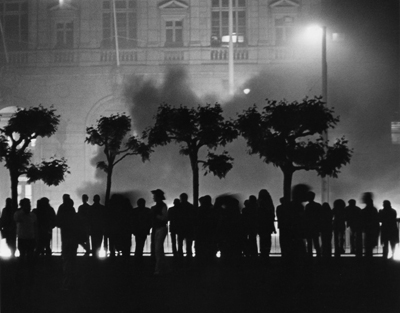
Des émeutiers à l'extérieur de l'hôtel de ville de San Francisco le 21 mai 1979, réagissant au verdict.

La maire par intérim Feinstein, la superviseure Carol Ruth Silver et le successeur de Milk, Harry Britt, condamnent la décision du jury. Lorsque le verdict est annoncé à la radio de la police, quelqu'un y chante la chanson irlandaise Danny Boy (en). La communauté gay de San Francisco réagit violemment à l'annonce du verdict et une vague de personnes du district du Castro manifeste de nouveau jusqu'à l'hôtel de ville, scandant « Vengeance pour Harvey Milk » et « Il s'en est tiré avec un meurtre ». La pression s'intensifie rapidement lorsque des pierres sont lancées contre les portes d'entrée du bâtiment. Les amis et les assistants de Milk tentent d'apaiser la situation, mais la foule de plus de 3 000 personnes les ignore et met le feu à des voitures de police. Les manifestants poussent un distributeur de journaux en feu à travers les portes brisées de l'hôtel de ville, puis applaudissent alors que le feu prend de l'ampleur. L'un des émeutiers répondant à la question d'un journaliste sur les raisons pour lesquelles ils font des destructions : « Dites simplement aux gens que nous avons mangé trop de Twinkies. C'est pourquoi cela se produit ». Le chef de la police ordonne à la police de ne pas riposter, mais de tenir la position. Les émeutes de la Nuit White, comme elles ont été appelées, durent plusieurs heures.
Plus tard dans la soirée, plusieurs voitures de police remplies d'officiers en tenue anti-émeute arrivent à l'Elephant Walk Bar de Castro Street. Le proche d'Harvey Milk, Cleve Jones, et un journaliste du San Francisco Chronicle, Warren Hinckle, témoignent voir des agents faire irruption dans le bar et commencer à tabasser les clients au hasard. Après un échange musclé de quinze minutes, ils quittent le bar et en frappant les passants dans la rue,. Certains dénoncent comme une « invasion » du quartier rose du Castro, tandis que d'autres au contraire y voient un laxisme de la part de la police n'ayant pas suffisamment protégé les biens et les personnes.
Après le verdict, le procureur de district Joseph Freitas fait face à une communauté gay furieuse pour s'expliquer. Le procureur admet avoir eu pitié de White avant le procès et avoir omis de demander à l'interrogateur qui avait enregistré les aveux de White — et qui était un ami d'enfance de White et de son entraîneur de l'équipe de softball de la police — ses préjugés et d'insister sur le soutien que White a reçu de la police. Il se justifie par sa volonté de ne pas embarrasser le détective devant sa famille au tribunal. Freitas n'a pas non plus remis en question l'état d'esprit de White ou son absence d'antécédents de maladie mentale, ni mis en évidence la politique de la ville, suggérant que la vengeance pourrait avoir été un motif. La superviseure Carol Ruth Silver déclare le dernier jour du procès que les relations entre White et Milk étaient inamicales, mais elle dut pour cela contacter le procureur et insister pour témoigner à la barre. C'est le seul témoignage que le jury entend au sujet de leur relation tendue. Freitas blâme plutôt le jury qui, selon lui, a été « [emporté] du fait de tout l'aspect émotionnel [du] procès ».

#### Conséquences
Les meurtres de Milk et Moscone et le procès de White changent la politique de la ville et le système juridique californien. En 1980, San Francisco met fin aux élections des superviseurs de district, craignant qu'un conseil de supervision si divisé ne nuise à la ville et que ce point puisse être un des facteurs dans les assassinats. Un effort populaire pour rétablir les élections de district au milieu des années 1990 s'est avéré fructueux et la ville est revenue aux représentants du quartier en 2000. À la suite du procès de Dan White, les électeurs californiens modifient la loi pour réduire la probabilité d'acquittement des accusés qui savaient ce qu'ils faisaient mais affirment que leur capacité est affaiblie. La responsabilité diminuée est abolie en tant que moyen de défense contre une accusation, mais les tribunaux en acceptent la preuve lorsqu'ils ont décident d'incarcérer, de commettre ou de punir un accusé condamné. La « défense du Twinkie » reste célèbre dans les annales judiciaires américaine et est communément décrite comme un cas où un meurtrier échappe à la justice parce qu'il se gave de malbouffe, simplifiant le sens politique de White, ses relations avec George Moscone et Harvey Milk, et ce que le chroniqueur du San Francisco Chronicle Herb Cain décrit comme son « aversion pour les homosexuels ».
Dan White purge un peu plus de cinq ans pour le double homicide de Moscone et Milk et il est libéré de prison le 7 janvier 1984. La même année, des révélations subséquentes indiquent que White avaient d'autres cibles politiques comme la superviseure Carol Ruth Silver et le membre de l'Assemblée de l'État de Californie Willie Brown — futur maire de San Francisco en 1996 — mais qu'il ne put les assassiner. S'estimant « en mission », White a par cet aveu tardif confirmé la préméditation de son acte. Le 21 octobre 1985, White est retrouvé mort dans une voiture démarrée dans le garage de son ex-femme, s'étant suicidé par empoisonnement au monoxyde de carbone. Il avait 39 ans. Son avocat de la défense a déclaré aux journalistes qu'il avait été découragé par la perte de sa famille et la situation qu'il avait causée, ajoutant : « C'était un homme malade ».

## Postérité

### Philosophie politique
La carrière politique d'Harvey Milk s'est concentrée sur la responsabilisation du gouvernement envers les individus, la prise de conscience et la libération des homosexuels, ainsi l'importance de la représentation des quartiers pour la ville. Au début de chaque campagne, un sujet s'est ajouté à la philosophie politique publique de Milk. Sa campagne de 1973 se concentre ainsi sur le premier point où en tant que propriétaire d'une petite entreprise à San Francisco — une ville dominée par de grandes sociétés qui avaient été courtisées par le gouvernement municipal — ses intérêts sont négligés parce qu'il n'est pas représenté par une grande institution financière. Bien qu'il n'ait pas caché le fait qu'il est homosexuel, cela ne devenu un problème qu'à partir de sa course à l'Assemblée de l'État de Californie en 1976. Enfin, dans sa campagne pour un poste de superviseur contre Rick Stokes, il s'agit d'une extension de son idée de la liberté individuelle. Politiquement, républicain avant 1972, il est démocrate par la suite.

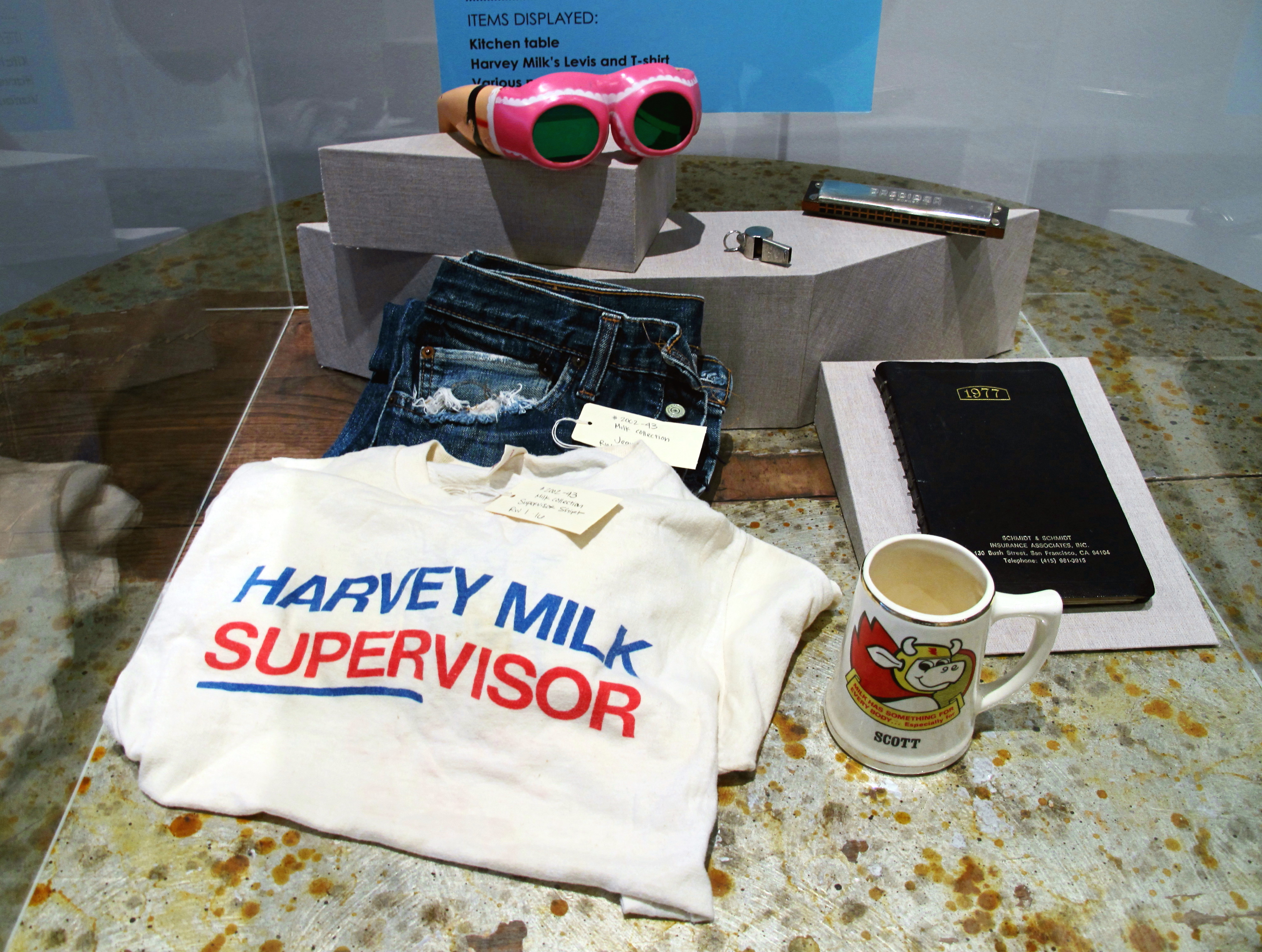
Affaires personnelles d'Harvey Milk (et un mug de Scott Smith) au GLBT History Museum de San Francisco.

Milk croit fermement que les quartiers favorisent l'unité et le fonctionnement d'une petite ville, et que Castro doit fournir des services à tous ses résidents. Il s'oppose à la fermeture d'une école primaire, même si la plupart des homosexuels du quartier n'ont pas d'enfants afin d'avoir le potentiel d'accueillir tout le monde. Il dit à ses assistants de se concentrer sur la réparation des nids-de-poule et se vante que cinquante nouveaux panneaux stop sont installés dans le district 5. En réponse aux excréments de chien qui est l'une des plus grandes plaintes des habitants de la ville concernant la vie à San Francisco, Milk prône l'adoption de l'ordonnance obligeant les propriétaires de chiens à ramasser les excréments de leurs animaux de compagnie. Le biographe Randy Shilts note que « certains prétendraient que Harvey était un socialiste ou diverses autres sortes d'idéologues, mais, en réalité, la philosophie politique d'Harvey n'a jamais été plus compliquée que la question [des excréments] ; le gouvernement doit résoudre les problèmes fondamentaux des gens ».

Karen Foss, professeure de communication à l'université du Nouveau-Mexique, attribue l'impact de Milk sur la politique de San Francisco au fait qu'il ne ressemble à personne d'autre qui a occupé une fonction publique dans la ville. Elle écrit : « Milk était une figure très énergique et charismatique avec un amour du théâtre et rien à perdre… En utilisant le rire, l'inversion, la transcendance et son statut d'initié/étranger, Milk a contribué à créer un climat dans lequel le dialogue sur les problèmes est devenu possible. Il a également fourni un moyen d'intégrer les voix disparates de ses diverses circonscriptions ». Ses points de discussion les plus célèbres sont devenus connus sous le nom de « Discours de l'espoir » (Hope Speech), qui est devenu un incontournable tout au long de sa carrière politique. Le discours s'ouvre par une tirade reprenant l'accusation selon laquelle les homosexuels recrutent des jeunes impressionnables dans leurs numéros : « Je m'appelle Harvey Milk et je veux vous recruter ». Une version du « Discours de l'espoir » qu'il prononce vers la fin de sa vie est considérée par ses amis et collaborateurs comme la meilleure. Elle se clôture ainsi : 

« […] Et les jeunes homosexuels d'Altoona, en Pennsylvanie et de Richmond, dans le Minnesota, qui font leur coming out et entendent Anita Bryant à la télévision et son histoire. La seule chose à laquelle ils doivent chercher, c'est l'espoir. Et il faut leur donner de l'espoir, l'espoir d'un monde meilleur, l'espoir d'un avenir meilleur, l'espoir d'un meilleur endroit où venir si les pressions à la maison sont trop fortes. L'espoir que tout ira bien. Sans espoir, non seulement les gays, mais les noirs, les seniors, les handicapés […] vont abandonner. Et si vous aidez à élire au comité central et à d'autres bureaux plus d'homosexuels, cela donne un feu vert à tous ceux qui se sentent privés de leurs droits, un feu vert pour aller de l'avant. Cela signifie de l'espoir pour une nation qui a abandonné, car si un homosexuel réussit, les portes sont ouvertes à tout le monde. »

Au cours de la dernière année de sa vie, Milk souligne que les homosexuels doivent être plus visibles pour aider à mettre fin à la discrimination et à la violence à leur encontre. Bien que Milk n'ait pas fait son coming out à sa mère avant sa mort plusieurs années auparavant, dans sa déclaration finale lors de sa prédiction enregistrée de son assassinat, il exhorte les autres à le faire : « Je ne peux empêcher personne de se mettre en colère, ou fou, ou frustré. Je ne peux qu'espérer qu'ils transformeront cette colère, cette frustration et cette folie en quelque chose de positif, de sorte que deux, trois, quatre, cinq cents s'avanceront, ainsi [sortiront du placard] les médecins homosexuels, les avocats homosexuels, les juges homosexuels, les banquiers homosexuels, architectes homosexuels… J'espère que tous les homosexuels professionnels diront « assez », avanceront et le diront à tout le monde, portant un signe, informant le monde. Peut-être que cela aidera ».

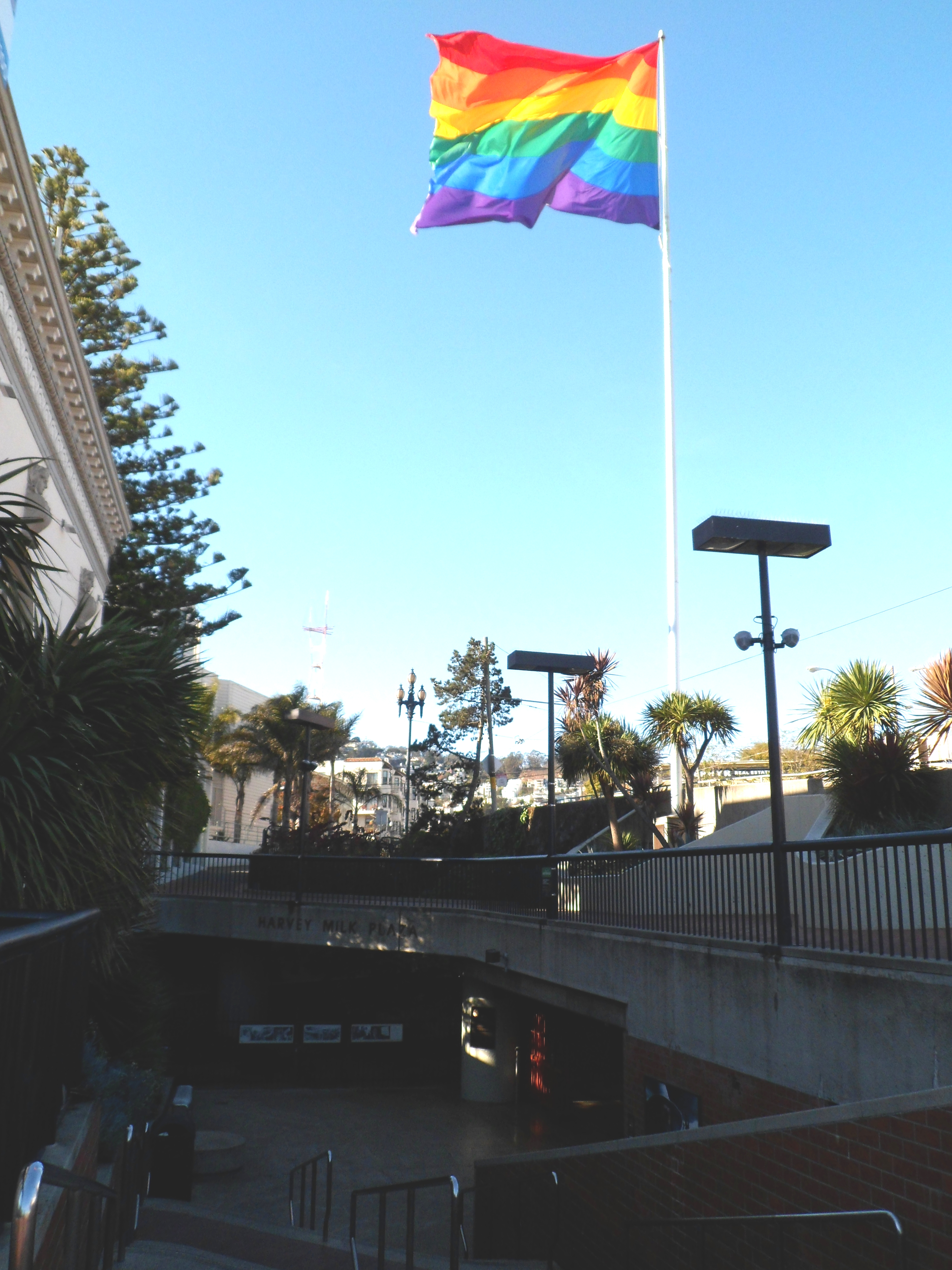
Le drapeau du mouvement LGBT flottant au-dessus de l'Harvey Milk Plaza au Castro.

Cependant, l'assassinat de Milk est lié à son efficacité politique, en partie parce qu'il est tué au zénith de sa popularité. L'historien Neil Miller écrit : « Aucun responsable homosexuel américain contemporain n'a encore atteint dans sa vie la stature que Milk a trouvée dans la mort ». Son héritage est devenu ambigu ; Randy Shilts conclut sa biographie en écrivant que le succès de Milk, le meurtre et l'inévitable injustice du verdict de White représentent l'expérience de tous les homosexuels. La vie de Milk est « une métaphore de l'expérience homosexuelle en Amérique ». Selon Frances FitzGerald, la légende de Milk n'a pu être maintenue car personne ne semble capable de prendre sa place dans les années qui suivent sa mort : « Le Castro le considérait comme un martyr mais considérait son martyre comme une fin plutôt qu'un début. Il était mort, et avec lui une grande partie de l'optimisme, de l'idéalisme et de l'ambition du Castro semblaient également mourir. Le Castro ne pouvait trouver personne pour prendre sa place dans ses affections, et ne voulait peut-être personne ». Pour le 20e anniversaire de la mort de Milk, l'historien John D'Emilio (en) déclare : « L'héritage dont je pense qu'il voudrait qu'on se souvienne de lui est l'impératif de vivre sa vie à tout moment avec intégrité ». Pour une carrière politique si courte, Cleve Jones attribue plus à sa mort qu'à sa vie : « Son assassinat et la réponse à celui-ci ont rendu permanente et incontestable la pleine participation des homosexuels et des lesbiennes au processus politique ».

### Toponymes, objets et organisations
La ville de San Francisco rend hommage à Harvey Milk en donnant son nom à plusieurs lieux et bâtiments comme le Harvey Milk Recreational Arts Center ou la Harvey Milk Civil Rights Academy. Autre exemple, à l'intersection de Market Street et Castro Street à San Francisco, flotte un énorme drapeau du mouvement LGBT sur l'Harvey Milk Plaza (en). Ce drapeau a d'ailleurs été créé par Gilbert Baker de San Francisco en 1978 à la suite de la demande d'Harvey Milk d'avoir un symbole pour la communauté gay. En avril 2018, le conseil de supervision de San Francisco et le maire Mark Farrell approuvent et signent une loi renommant le terminal 1 de l'aéroport international de San Francisco d'après Milk, en prévoyant d'installer des œuvres d'art à sa mémoire,. Cela fait suite à une précédente tentative de renommer l'ensemble de l'aéroport en son honneur et qui avait échoué,. Ouvert officiellement le 23 juillet 2019, le Harvey Milk Terminal 1 est le premier terminal d'aéroport au monde nommé d'après un leader de la communauté LGBTQ. En 2009, la rame de tramway no 1051 du San Francisco Municipal Railway est renommée en l'hommage de Milk. 
Le San Francisco Gay Democratic Club a changé son nom en Harvey Milk Memorial Gay Democratic Club en 1978 et il s'appelle actuellement le Harvey Milk LGBTQ Democratic Club (en). Il se vante d'être l'une des plus grandes organisations démocrates de San Francisco.
À New York, l'Harvey Milk High School (en) est une école pour les jeunes « à risque » qui se concentre sur les besoins des étudiants gais, lesbiennes, bisexuels et transgenres et opère en lien avec l'Hetrick-Martin Institute (en).

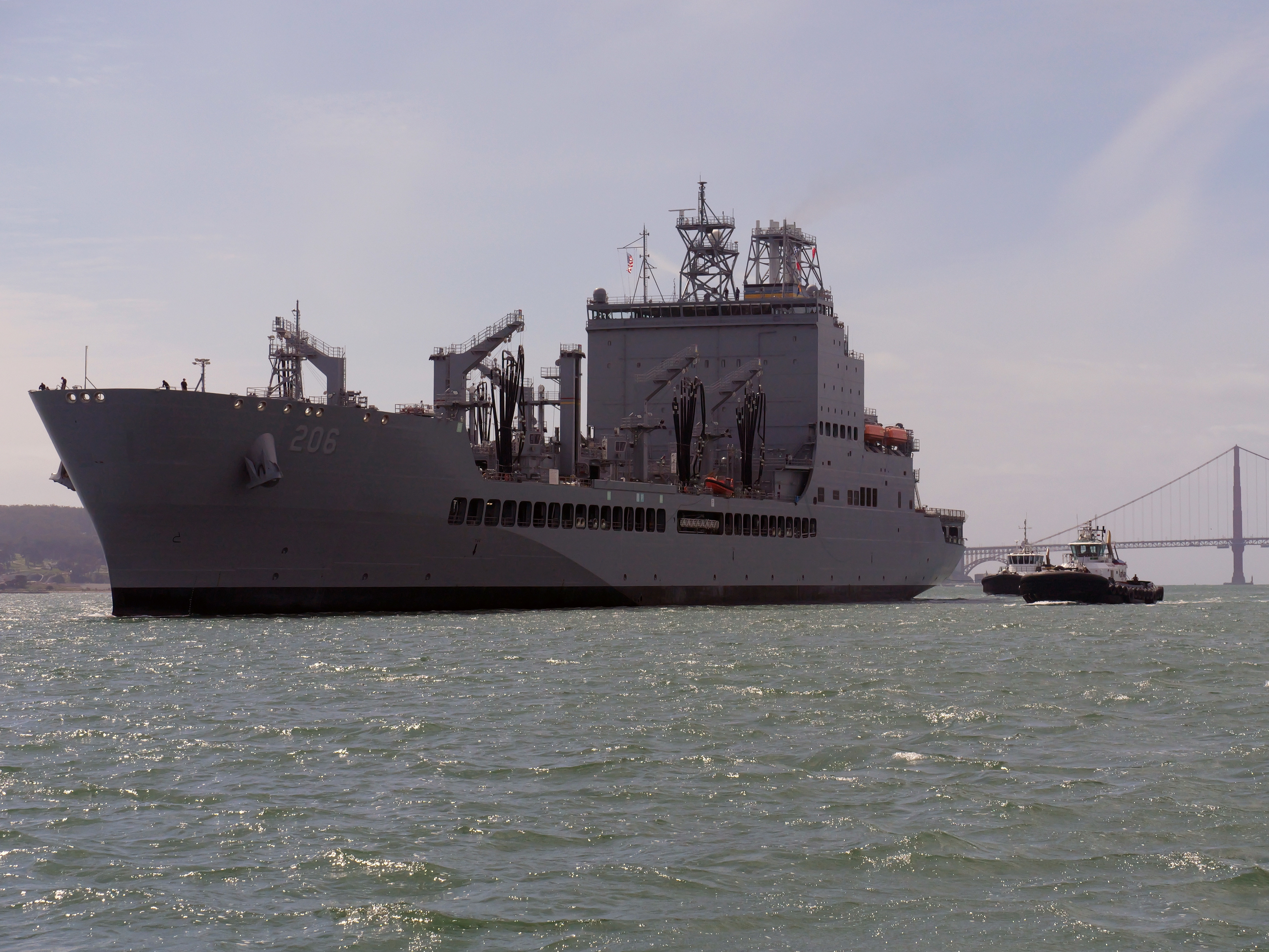
L'.

En juillet 2016, le Secrétaire à la Marine des États-Unis Ray Mabus informe le Congrès son intention de nommer le deuxième navire ravitailleur de classe John Lewis du Military Sealift Command USNS Harvey Milk. C'est le premier navire que la marine américaine baptise du nom d'une personne ouvertement gay, à peine cinq ans après la levée de leur interdiction dans l'armée américaine en septembre 2011. Tous les navires de la classe sont d'ailleurs prévus pour être nommés d'après les responsables des droits civiques. En novembre 2021, le navire est lancé.
En réponse à un effort local, en juin 2018, le conseil municipal de Portland, dans l'Oregon, vote pour renommer une section sud-ouest de treize pâtés de maisons de Stark Street en Harvey Milk Street. Le maire, Ted Wheeler, déclare que cela « envoie le signal que nous sommes une communauté ouverte, accueillante et inclusive ».
À l'occasion du 82e anniversaire de la naissance de Milk, une rue est renommée Harvey Milk Street à San Diego et un nouveau parc nommé Harvey Milk Promenade Park ouvert à Long Beach, en Californie. Le 19 juin 2019, une place Harvey-Milk est inaugurée à Paris dans le 4e arrondissement,.

### Littérature, théâtre, cinéma et musique

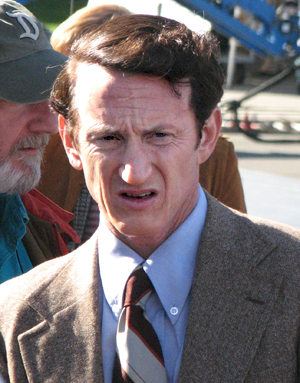
Sean Penn, jouant le rôle de Milk, sur le tournage du film Harvey Milk, en mars 2008.

En 1979, l'écrivain Roger Peyrefitte publie son roman Roy, dans lequel, en arrière-plan, nous est raconté le parcours d'Harvey Milk, de son élection en tant que conseiller municipal, à son assassinat.
En 1982, le journaliste indépendant Randy Shilts termine son premier livre : une biographie de Milk, intitulée The Mayor of Castro Street (en), qui retrace la vie de cet homme politique au parcours atypique. Shilts écrit le livre alors qu'il ne parvient pas à trouver un emploi stable en tant que journaliste ouvertement gay. The Times of Harvey Milk, un film documentaire basé sur le matériel du livre, remporte l'Oscar du meilleur film documentaire 1984. Le réalisateur Rob Epstein explique plus tard pourquoi il a choisi le sujet de la vie de Milk : « À l'époque, pour ceux d'entre nous qui vivaient à San Francisco, c'était comme si cela changeait la vie, que tous les yeux du monde étaient braqués sur nous, mais en fait, la plupart des gens en dehors de San Francisco n'en avaient aucune idée. C'était juste une histoire d'actualité très brève, provinciale et localisée selon laquelle le maire et un membre du conseil de supervision de San Francisco ont été tués. Il n'y avait pas beaucoup de résonance ». En 2004, une version DVD du film est enrichie de nombreux entretiens, notamment avec le réalisateur et le neveu de Harvey, Stuart Milk, devenu lui aussi militant pour les droits des homosexuels.
La vie de Milk fait aussi l'objet d'une pièce de théâtre musical écrite par Emily Mann, d'un opéra (Harvey Milk (en) du compositeur Stewart Wallace et du librettiste Michael Korie (en), 1995), d'une cantate, d'un livre pour enfants, ou encore d'un roman historique en français pour jeunes lecteurs (Harvey Milk : non à l'homophobie de Safia Amor, 2011). En 1999, le film Execution of Justice, basé sur la pièce de théâtre, retrace les derniers instants de l'assassinat. Toutefois, c'est le long métrage Harvey Milk qui est le plus notable. Sorti en 2008, après quinze ans de préparation, le film, réalisé par Gus Van Sant, met en vedette Sean Penn dans le rôle de Milk et Josh Brolin dans le rôle de Dan White. Le film, nommés pour huit Oscars, en remporte deux : l'Oscar du meilleur scénario original pour Dustin Lance Black et l'Oscar du meilleur acteur pour Sean Penn. L'œuvre nécessite huit semaines de tournage et utilise souvent, pour des scènes de foule, des figurants qui avaient été présents lors des événements réels.
Plusieurs chansons sont également inspirées par l'assassinat de Milk : Harvey Milk (Portrait) (1978) de Gene Tyranny (en), God is a Bullet (1989) de Concrete Blonde ou encore Harvey de Zoë Lewis (en). Un groupe de rock expérimental porte également le nom d'Harvey Milk (en).

### Reconnaissance et récompenses posthumes

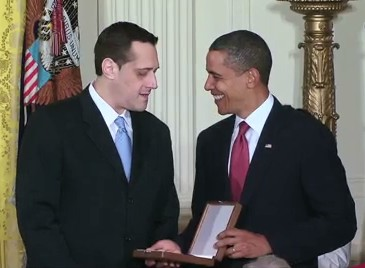
Stuart Milk acceptant la médaille présidentielle de la Liberté du président Barack Obama en août 2009 pour son oncle.

Harvey Milk est souvent vu comme un martyr de la cause homosexuelle et il est qualifié ainsi dès 1979. Milk est à ce titre inclus dans la liste « 100 héros et icônes du XXe siècle » du magazine Time en tant que « symbole de ce que les gays peuvent accomplir et des dangers auxquels ils sont confrontés en le faisant ». Malgré ses bouffonneries et ses coups publicitaires, selon l'écrivain John Cloud, « personne ne comprenait comment son rôle public pouvait affecter la vie privée mieux que Milk… [il] savait que la cause première de la situation des homosexuels était l'invisibilité ». Le magazine LGBT The Advocate classe Milk en troisième position dans son numéro des « 40 héros » du XXe siècle, citant Dianne Feinstein : « Son homosexualité lui a donné un aperçu des cicatrices que portent toutes les personnes opprimées. Il croyait qu'aucun sacrifice n'était un prix trop élevé à payer pour la cause des droits de l'homme ».
En août 2009, le président des États-Unis Barack Obama décerne à Milk la médaille présidentielle de la Liberté — la plus haute distinction civile américaine — à titre posthume pour sa contribution au mouvement des droits des homosexuels, déclarant « qu'il a combattu la discrimination avec un courage et une conviction visionnaires ». Le neveu de Milk, Stuart Milk, accepte l'honneur pour son oncle. Peu de temps après, Stuart cofonde l'Harvey Milk Foundation (en) avec Anne Kronenberg (en) avec le soutien de Desmond Tutu, co-récipiendaire de la médaille présidentielle de la liberté en 2009, qui devient membre du conseil consultatif de la fondation. Plus tard dans l'année, le gouverneur de Californie Arnold Schwarzenegger désigne le 22 mai comme le « jour Harvey Milk » grâce aux efforts du sénateur de Californie ouvertement homosexuel Mark Leno et intronise Milk au California Hall of Fame.
Depuis 2003, l'histoire d'Harvey Milk a été présentée dans trois expositions créées par la GLBT Historical Society, un musée, des archives et un centre de recherche basé à San Francisco, auquel la succession de Scott Smith (en) a fait don des effets personnels de Milk qui ont été conservés après son mort. Le 22 mai 2014, l'United States Postal Service émet un timbre postal en l'honneur d'Harvey Milk, le premier responsable politique ouvertement LGBT à recevoir cet honneur. Le timbre présente une photo prise devant Castro Camera et est dévoilé à l'occasion de ce qui aurait été son 84e anniversaire.
Milk est intronisé en 2012 à la Legacy Walk, une exposition publique à Chicago qui célèbre l'histoire et les personnes LGBT. Il est nommé l'un des cinquante premiers « pionniers et héros » américains intronisés sur le National LGBTQ Wall of Honor (en) au sein du Stonewall National Monument de New York.

## Bibliographie

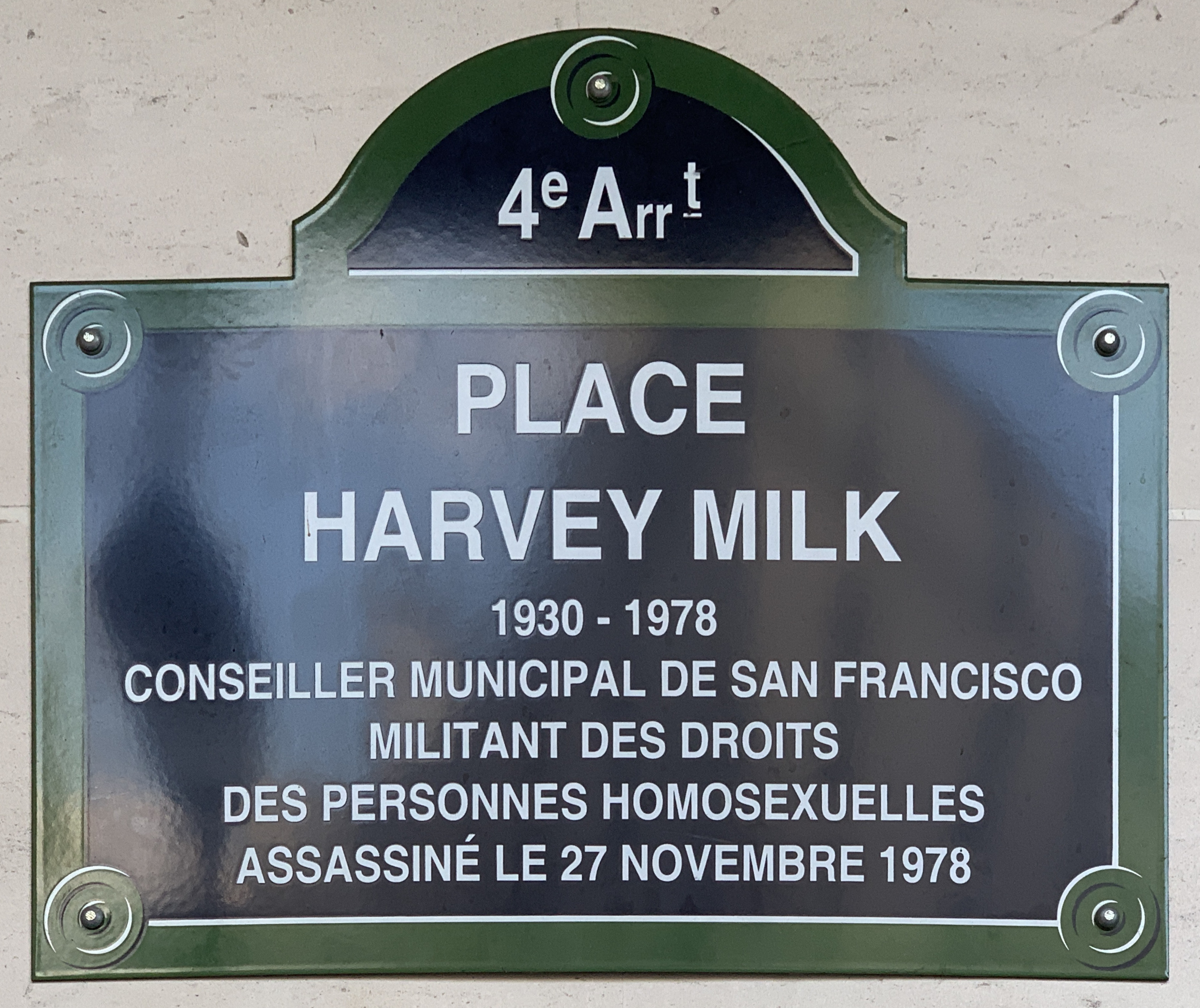
Plaque de rue de la place Harvey-Milk, à Paris.

## Liens externes

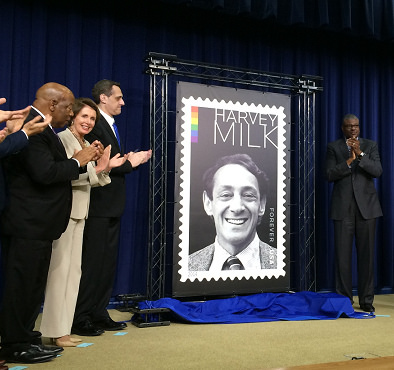
Le lancement du timbre postal sur Harvey Milk en mai 2014 en présence notamment de Stuart Milk et de la représentante des États-Unis Nancy Pelosi.